# U/15 Ligaen
U/15 Ligaen er den højest rangerende liga for U/15-hold i DBU-regi. Ligaen består af 14 hold, der alle møder hinanden to gange.
Ligaen havde sin debutsæson i 2019-20, og det var dermed første sæson, at den bedste U/15-række var landsdækkende.

## Resultater
| År      | Guld            | Sølv    | Bronze       |
| ------- | --------------- | ------- | ------------ |
| 2019-20 | Farum Boldklub  | Brøndby | FC København |
| 2020-21 | Odense Boldklub | Brøndby | FC København |